# Municipio de Irving (Míchigan)
El municipio de Irving (en inglés: Irving Township) es un municipio ubicado en el condado de Barry en el estado estadounidense de Míchigan. En el año 2010 tenía una población de 3250 habitantes y una densidad poblacional de 34,77 personas por km².

## Geografía
El municipio de Irving se encuentra ubicado en las coordenadas 42°43′14″N 85°22′44″O / 42.72056, -85.37889. Según la Oficina del Censo de los Estados Unidos, el municipio tiene una superficie total de 93.48 km², de la cual 92,62 km² corresponden a tierra firme y (0,92 %) 0,86 km² es agua.

## Demografía
Según el censo de 2010, había 3250 personas residiendo en el municipio de Irving. La densidad de población era de 34,77 hab./km². De los 3250 habitantes, el municipio de Irving estaba compuesto por el 98,37 % blancos, el 0,31 % eran afroamericanos, el 0,34 % eran amerindios, el 0,18 % eran asiáticos, el 0,25 % eran de otras razas y el 0,55 % eran de una mezcla de razas. Del total de la población el 1,88 % eran hispanos o latinos de cualquier raza.